# Britische Überseegebiete

Lage der Britischen Überseegebiete

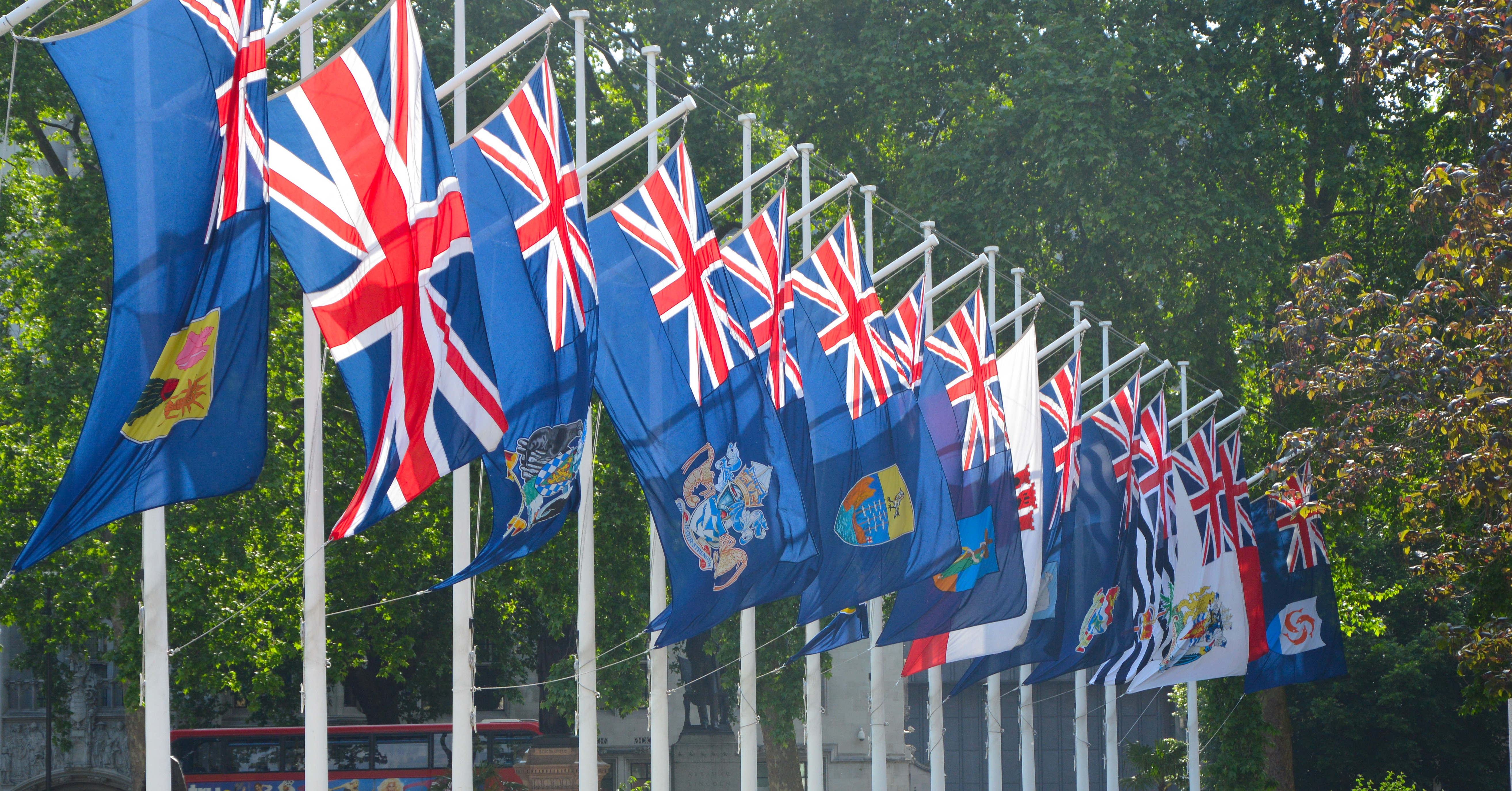
Flaggen der Britischen Überseegebiete am Londoner Parliament Square

Die Britischen Überseegebiete (englisch British Overseas Territories) sind 14 (Stand: 2024) Territorien, die nicht Teil des Vereinigten Königreichs Großbritannien und Nordirland sind, aber unter dessen Souveränität stehen. Sie liegen zum größten Teil außerhalb Europas.
Der Name „Britische Überseegebiete“ wurde durch den British Overseas Territories Act 2002 eingeführt und löste den alten Namen „Britisches abhängiges Gebiet“ ab, der mit dem British Nationality Act 1981 festgelegt worden war. Vor diesem hießen die Gebiete Kolonien oder Kronkolonien.
Die Kanalinseln (mit den Vogteien Jersey und Guernsey) sowie die Isle of Man sind kein Teil der britischen Überseegebiete, sondern haben den speziellen Status des Kronbesitzes. Als solcher haben sie den britischen Monarchen als Oberhaupt, unterstehen jedoch nicht dem Vereinigten Königreich.
Im historischen Zusammenhang sind Kronkolonien zu unterscheiden von Protektoraten, die zwar unter britischer Kontrolle standen, formal aber unabhängige Staaten waren (siehe den Artikel Britische Kolonien und Protektorate).

## Geschichte

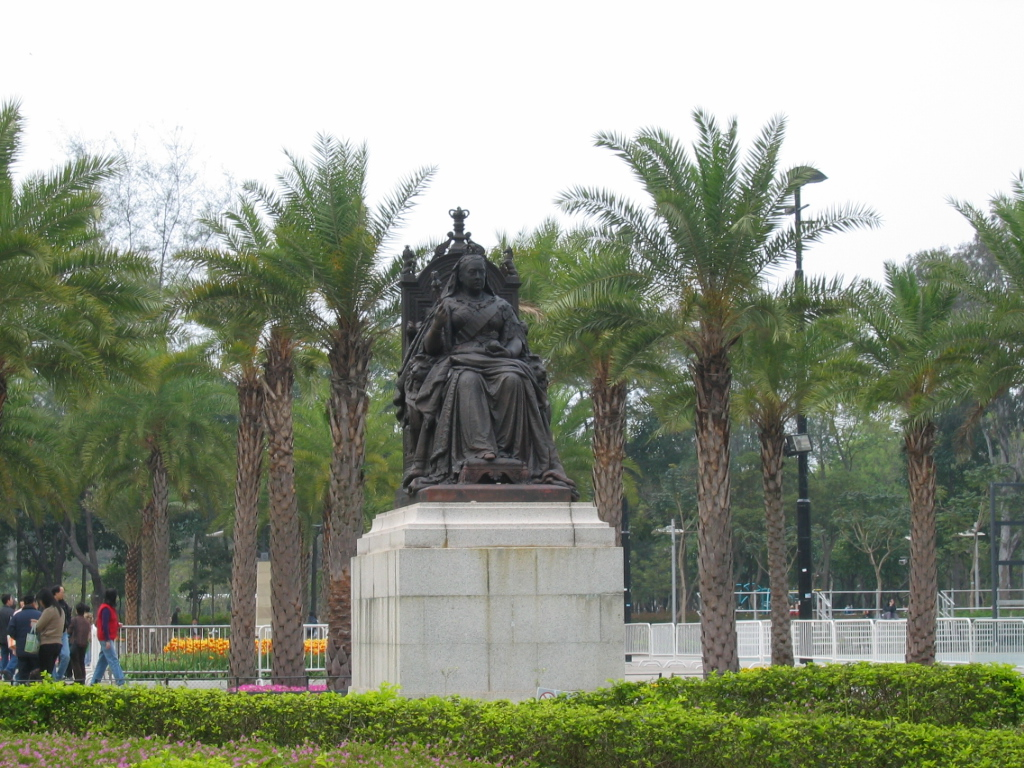
Denkmal zu Ehren Victorias im Victoria Park in Hongkong

Die ursprünglichen englischen Besitzungen in der Neuen Welt waren Kolonien im herkömmlichen Sinne, das heißt, sie waren Ansiedlungen englischer Untertanen in Staaten, die bis dahin außerhalb des Herrschaftsbereichs der Krone standen. Die erste dieser Ansiedlungen war Neufundland, wo englische Fischer im 16. Jahrhundert regelmäßig jahreszeitliche Lager aufschlugen.
Mit der ersten erfolgreichen dauerhaften Kolonie in „Virginia“ (ein Name, der damals für ganz Nordamerika galt) begann die Geschichte des später sogenannten „alten Empires“. 1609 entstand eine zweite Kolonie in Bermuda, oder die „Somers Isles“ (ursprünglich als Teil von Virginia, bis die „Somers Isles Company“ 1615 als „Untergesellschaft“ der Virginia Company gegründet wurde, um Bermuda separat zu verwalten), die heute – nach dem Verlust der amerikanischen Kolonien 1783 – die älteste noch bestehende britische Kolonie ist.
Im Laufe des Wachstums des Britischen Reiches vom frühen 18. Jahrhundert bis zu seinem Höhepunkt in den 1920er-Jahren kolonisierte Großbritannien ein Viertel der Landfläche der Erde, darunter Gebiete mit großer einheimischer Bevölkerung in Asien und Afrika, die aus wirtschaftlichen und strategischen Gründen und nicht zum Zwecke der Besiedlung gehalten wurden. Im ausgehenden 19. Jahrhundert erlangten die größeren Siedlerkolonien – Kanada, Australien, Neuseeland und Südafrika – ein größeres Maß an Unabhängigkeit. In den 1920er-Jahren erhielten sie den Status von Dominions und durch das Statut von Westminster (1931) fast vollständige gesetzgeberische Unabhängigkeit. Nach dem Zweiten Weltkrieg wandelte sich das Reich allmählich in den Commonwealth of Nations um, und die meisten britischen Kolonien in Afrika, Asien und der Karibik erlangten die Unabhängigkeit. Einige Kolonien wurden Commonwealth Realms mit dem britischen Monarchen als Staatsoberhaupt, andere wurden Republiken, erkannten den britischen Monarchen aber als Oberhaupt des Commonwealth an.
In den 1980er-Jahren verlor das Vereinigte Königreich seine letzten Festlandkolonien, als 1980 in Afrika Südrhodesien (heute Simbabwe) und 1981 in Mittelamerika Britisch-Honduras (heute Belize) unabhängig wurden. Die letzte verbleibende wichtige Kolonie war danach Hongkong mit über 5 Millionen Einwohnern. Im Unterschied zu den anderen Gebieten war der Großteil von Hongkong von China auf 99 Jahre an das Vereinigte Königreich verpachtet. Der Pachtvertrag lief 1997 aus. Das Vereinigte Königreich handelte die Chinesisch-Britische Gemeinsame Erklärung aus, wonach ganz Hongkong 1997 eine Sonderverwaltungszone mit Garantie der Fortdauer des kapitalistischen Wirtschaftssystems und der von der britischen Herrschaft gewohnten Lebensart wurde.
Nach der Rückgabe Hongkongs sind die übriggebliebenen kolonialen Besitztümer meist kleine Inselgebiete mit niedriger Bevölkerungszahl sowie das unbewohnte Britische Antarktis-Territorium. Zu den Gründen, weshalb diese Gebiete nicht ebenfalls die Unabhängigkeit erlangt haben, zählen:
- der fehlende Wunsch in der Bevölkerung nach Unabhängigkeit,
- die geringe Bevölkerung, die einen Erfolg als souveräner Staat stark erschwert,
- die Abhängigkeit von britischer Wirtschaftshilfe,
- das Fehlen von permanenter Bevölkerung in dem Gebiet, das jedoch zu wissenschaftlichen oder militärischen Zwecken genutzt wird,
- die Notwendigkeit britischer Militärpräsenz zum Schutz gegen feindselige Nachbarn,
- das Fehlen einer wirtschaftlichen oder politischen Rechtfertigung für Unabhängigkeit.

Der in dieser Auflistung an vierter Stelle aufgeführter Grund trifft auf das Britische Territorium im Indischen Ozean jedoch nur bedingt zu, da die dortige Bevölkerung durch die Britische Regierung ab 1966 zwangsumgesiedelt wurde. Siehe hierzu Chagossianer.
2002 verabschiedete das Parlament des Vereinigten Königreiches den British Overseas Territories Act 2002, worin die von Großbritannien abhängigen Gebiete als „Überseegebiete“ benannt wurden und ihren Bürgern die volle britische Staatsangehörigkeit wiedergegeben wurde, mit Ausnahme derjenigen Personen, die einzig mit den souveränen Militärbasen auf Zypern verbunden sind.
Der Ausdruck Kolonie impliziert die Landnahme eines größeren Staates durch Besiedlung, gleichgültig, ob es auf dem Territorium eine einheimische Bevölkerung gibt oder es zuvor unbewohnt war. Nach und nach wurden die meisten Besitzungen des Britischen Reiches so genannt, auch diejenigen, deren Bevölkerung in der großen Mehrheit aus (für gewöhnlich eroberten) einheimischen Völkern bestand. Als die größeren Siedlerkolonien im Weltreich den Status von Dominions und damit zumindest vorgeblich Gleichberechtigung mit dem Vereinigten Königreich erlangten (oder im Falle der Dreizehn Kolonien Nordamerikas die völlige Unabhängigkeit), wurde der Ausdruck im 20. Jahrhundert immer mehr auf die Gebiete mit eroberten Bevölkerungen angewandt statt auf diejenigen mit hauptsächlich europäischen Siedlern, wie es das Wort eigentlich implizierte.
Die meisten der noch bestehenden Überseegebiete sind Erbe des Britischen Weltreiches (im Englischen: Old (British) Empire). Die meisten liegen deshalb in der Neuen Welt oder im Atlantik. Es sind allesamt (Ausnahme: Diego Garcia auf dem Chagos-Archipel. Dieses steht nach geltendem Völkerrecht Mauritius zu.) Kolonien im eigentlichen Sinne des Wortes, das heißt, ihre Bevölkerungen sind das Ergebnis von Besiedlung, und die Gebiete waren entweder zuvor unbewohnt (Bermuda) oder die einheimische Bevölkerung wurde von europäischen Eindringlingen ausgerottet (Turks & Caicos). Einige erlebten zudem beträchtliche Zuwanderung, meist ungewollt, aus anderen Gegenden der Welt außer Großbritannien (in erster Linie Afrika, Nordamerika und Irland).

## Gegenwärtige Überseegebiete
| Flagge                   | Gebiet | Gebiet | Gebiet | Lage                                        | Hauptstadt                                  | Gouverneur, Administrator oder Kommissar                            | Parlament                                        | Bevölkerung                   | Fläche (km²) |
| ------------------------ | --- | --- | --- | ------------------------------------------- | ------------------------------------------- | ------------------------------------------------------------------- | ------------------------------------------------ | ----------------------------- | ------------ |
|                          | Anguilla | Anguilla | Anguilla | Karibik (Geokoordinaten)                    | The Valley                                  | Gouverneur von Anguilla                                             | House of Assembly                                | 15.423                        | 96           |
|                          | Bermuda | Bermuda | Bermuda | Nordatlantik / Nordamerika (Geokoordinaten) | Hamilton                                    | Gouverneur von Bermuda                                              | Parliament of Bermuda (House of Assembly, Senat) | 64.689                        | 53,1         |
|                          | Britisches Antarktis-Territorium (Gebietsanspruch aufgrund Antarktisvertrag international nicht anerkannt; Überlappungen mit Gebietsansprüchen Chiles und Argentiniens) | Britisches Antarktis-Territorium (Gebietsanspruch aufgrund Antarktisvertrag international nicht anerkannt; Überlappungen mit Gebietsansprüchen Chiles und Argentiniens) | Britisches Antarktis-Territorium (Gebietsanspruch aufgrund Antarktisvertrag international nicht anerkannt; Überlappungen mit Gebietsansprüchen Chiles und Argentiniens) | Antarktis (Geokoordinaten)                  | Rothera (Hauptstation)                      | Kommissar für das Britische Antarktis-Territorium                   | –                                                | 200 (Personal)                | 1.709.400    |
|                          | Britische Jungferninseln | Britische Jungferninseln | Britische Jungferninseln | Karibik (Geokoordinaten)                    | Road Town                                   | Gouverneur der Britischen Jungferninseln                            | House of Assembly                                | 31.148                        | 153          |
|                          | Britisches Territorium im Indischen Ozean (Chagos-Archipel) | Britisches Territorium im Indischen Ozean (Chagos-Archipel) | Britisches Territorium im Indischen Ozean (Chagos-Archipel) | Indischer Ozean (Geokoordinaten)            | Diego Garcia                                | Kommissar für das Britische Territorium im Indischen Ozean          | –                                                | 3.700 (Militär und Personal)  | 60           |
|                          | Falklandinseln | Falklandinseln | Falklandinseln | Südatlantik / Südamerika (Geokoordinaten)   | Stanley                                     | Gouverneur der Falklandinseln                                       | Legislative Assembly                             | 2.967                         | 12.173       |
|                          | Gibraltar | Gibraltar | Gibraltar | Iberische Halbinsel (Geokoordinaten)        | Gibraltar                                   | Gouverneur von Gibraltar                                            | Gibraltar Parliament                             | 28.750                        | 6,5          |
|                          | Cayman Islands | Cayman Islands | Cayman Islands | Karibik (Geokoordinaten)                    | George Town                                 | Gouverneur der Cayman Islands                                       | Parliament of the Cayman Islands                 | 41.934                        | 264          |
|                          | Montserrat | Montserrat | Montserrat | Karibik (Geokoordinaten)                    | Plymouth (verlassen; übergangsweise Brades) | Gouverneur von Montserrat                                           | Legislative Assembly                             | 4.922                         | 102          |
|                          | Pitcairninseln | Pitcairninseln | Pitcairninseln | Südpazifik (Geokoordinaten)                 | Adamstown                                   | Gouverneur der Pitcairninseln                                       | Island Council                                   | 50                            | 49           |
|                          | St. Helena, Ascension und Tristan da Cunha | Flagge St. Helenas | St. Helena | Südatlantik (Geokoordinaten)                | Jamestown                                   | Gouverneur von St. Helena                                           | Legislative Council                              | 5.633                         | 391          |
| Flagge Ascensions        | St. Helena, Ascension und Tristan da Cunha | Ascension | Georgetown | Südatlantik (Geokoordinaten)                | Administrator von Ascension                 | Island Council                                                      |                                                  | 5.633                         | 391          |
| Flagge Tristan da Cunhas | St. Helena, Ascension und Tristan da Cunha | Tristan da Cunha | Edinburgh of the Seven Seas | Südatlantik (Geokoordinaten)                | Administrator von Tristan da Cunha          | Island Council                                                      |                                                  | 5.633                         | 391          |
|                          | Souveräne Militärbasen Akrotiri und Dekelia | Souveräne Militärbasen Akrotiri und Dekelia | Souveräne Militärbasen Akrotiri und Dekelia | Zypern (Geokoordinaten)                     | Episkopi Cantonment                         | Administrator der Souveränen Stützpunktgebiete Akrotiri und Dekelia | –                                                | 15.500 (Militär und Personal) | 254          |
|                          | Südgeorgien und die Südlichen Sandwichinseln | Südgeorgien und die Südlichen Sandwichinseln | Südgeorgien und die Südlichen Sandwichinseln | Südatlantik (Geokoordinaten)                | King Edward Point/Grytviken                 | Kommissar von Südgeorgien und die Südlichen Sandwichinseln          | –                                                | 11–26 (Personal)              | 4.066        |
|                          | Turks- und Caicosinseln | Turks- und Caicosinseln | Turks- und Caicosinseln | Karibik (Geokoordinaten)                    | Cockburn Town                               | Gouverneur der Turks- und Caicosinseln                              | House of Assembly                                | 41.000                        | 497          |

## Regierung

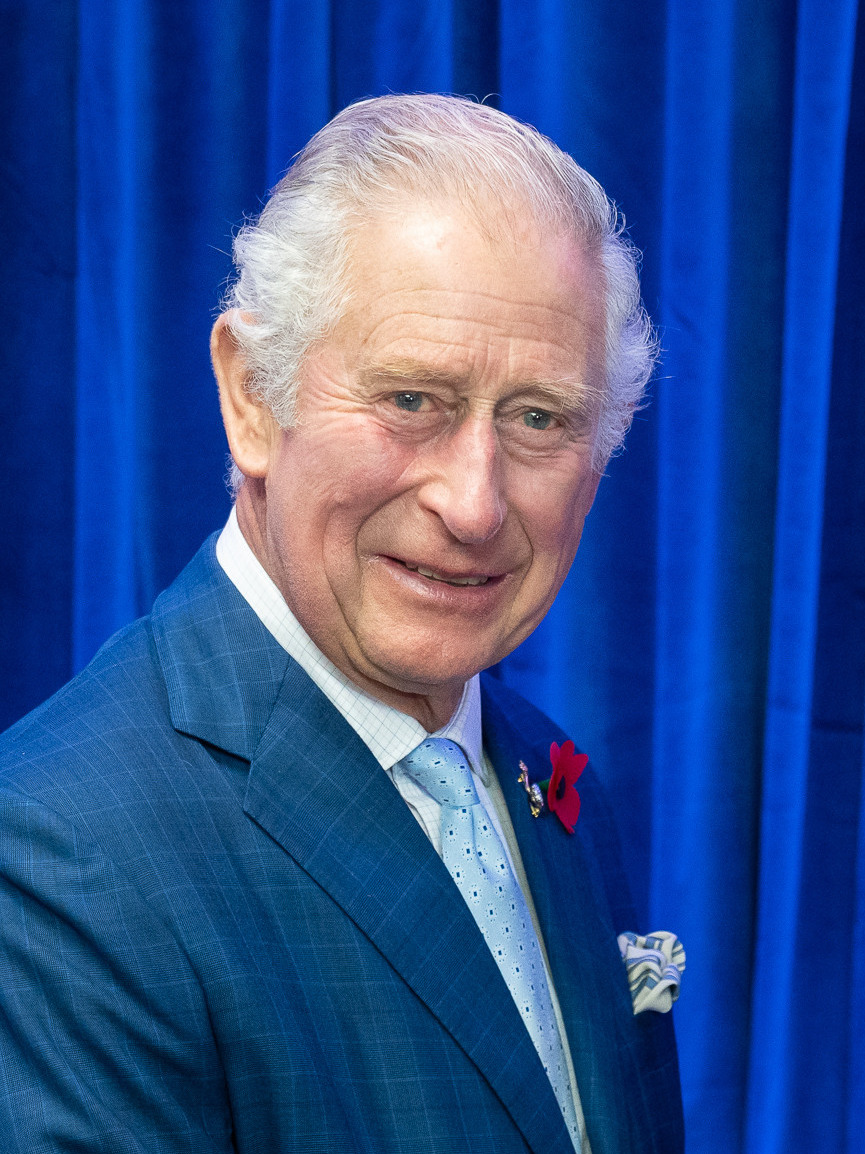
König Charles III., Staatsoberhaupt

### Staatsoberhaupt
Das Staatsoberhaupt der Überseegebiete ist der britische Monarch, zurzeit König Charles III. Er übt seine Funktion als König des Vereinigten Königreiches und nicht im Recht des jeweiligen Gebietes aus. Der König ernennt einen Repräsentanten in jedem Gebiet, der seine exekutive Gewalt ausübt. In Gebieten mit permanenter Bevölkerung ernennt er auf Vorschlag der Britischen Regierung einen Gouverneur (normalerweise ein ranghoher Offizier im Ruhestand oder ein Staatsbeamter). In Territorien ohne ständige Bevölkerung vertritt in der Regel ein Bevollmächtigter (Commissioner) den König. In Überseegebieten mit Außenbesitzungen kann der Gouverneur einen Verwalter (Administrator) ernennen, der ihn in dieser Außenbesitzung vertritt.
Der Gouverneur ist das faktische Staatsoberhaupt und normalerweise verantwortlich für die Ernennung des Regierungschefs und die Besetzung wichtiger politischer Ämter in dem Gebiet. Zu den Pflichten des Gouverneurs zählt neben zeremoniellen Aufgaben auch die Pflege der Beziehungen zur Regierung des Vereinigten Königreiches. Ein Bevollmächtigter hat die gleiche Amtsgewalt wie ein Gouverneur, ist aber darüber hinaus auch Regierungschef.

### Regierung
Jedes der Überseegebiete hat seine eigene Regierungsform und an die örtlichen Gegebenheiten angepasste Gesetze. Die Regierungsstruktur hängt von der Größe des Gebietes ab.
| Gebiete | Regierungsform |
| --- | --- |
| - Britisches Antarktis-Territorium - Britisches Territorium im Indischen Ozean - Südgeorgien und die Südlichen Sandwichinseln | Keine dauernde einheimische Bevölkerung und daher keine gewählte Regierung. Ein Bevollmächtigter regelt, unterstützt von einem Verwalter, die Angelegenheiten des Gebietes. |
| - Souveräne Militärbasen Akrotiri und Dekelia                                                                                 | Es gibt keine gewählte Regierung. Die britischen Militärbehörden versuchen jedoch, soweit möglich, eine Übereinstimmung des Rechts mit dem der Republik Zypern zu gewährleisten. |
| - Falklandinseln - Pitcairninseln - St. Helena, Ascension und Tristan da Cunha                                                | Die Regierung besteht aus einem Gesetzgebenden Rat mit einem Ersten Minister (Chief Minister) an der Spitze. Ein Gouverneur vertritt das Staatsoberhaupt und führt den Exekutivrat an, der aus ernannten Mitgliedern aus den Rängen des Gesetzgebenden Rat und zwei Mitgliedern von Amts wegen besteht. |
| - Anguilla - Britische Jungferninseln - Cayman Islands - Gibraltar - Montserrat - Turks- und Caicosinseln                     | Diese größeren Gebiete haben größere Gesetzgebende Räte mit politischen Parteien. Der Exekutivrat wird meist Kabinett genannt und wird von einem Chief Minister geleitet, der der Führer der Mehrheitspartei im Parlament ist. Der Gouverneur übt weniger Einfluss auf die inneren Angelegenheiten aus und kümmert sich in der Hauptsache um Außen- und Wirtschaftspolitik, während die gewählte Regierung für die meisten „inneren“ Angelegenheiten zuständig ist. |
| - Bermuda | Bermuda wurde 1609 besiedelt und ist das älteste und bevölkerungsreichste Überseegebiet. Der Großteil der Exekutivgewalt liegt in den Händen des Regierungschefs, des Premiers. Seine Regierungsform ist der eines souveränen Königreiches im Commonwealth sehr ähnlich. Die Regierung des Vereinigten Königreiches hat nur noch marginale Rechte, die von einem Gouverneur ausgeübt werden; Die meisten Regierungskompetenzen werden von der britischen Regierung an die lokale Regierung delegiert, obwohl die britische Regierung als nationale Regierung für die Gewährleistung einer guten Regierungsführung verantwortlich bleibt. Die Alltagsgeschäfte werden von den örtlichen Ministern wahrgenommen. Das Parlament von Bermuda trat 1620 zu seiner ersten Sitzung zusammen, seit dieser Zeit ist Bermuda größtenteils selbstregiert und autark. |

### Rechtssystem
Jedes Überseegebiet hat ein eigenes, vom Vereinigten Königreich unabhängiges Rechtssystem. Es beruht generell auf dem englischen Recht mit einigen Unterschieden aus örtlichen Gründen. Jedes Gebiet hat seinen eigenen Generalstaatsanwalt und sein eigenes Gerichtswesen. Für kleinere Gebiete kann Großbritannien einen in Großbritannien ansässigen Anwalt oder Richter ernennen, der die Rechtsfälle bearbeitet. Dies ist besonders bei Fällen schwerwiegenden Verbrechen von Bedeutung sowie in solchen Fällen, bei denen es auf einer Insel mit sehr kleiner Bevölkerung unmöglich wäre, eine Jury zusammenzustellen, die den Angeklagten nicht kennt.
Der Vergewaltigungsprozess auf Pitcairn 2004 ist ein gutes Beispiel dafür, dass das Vereinigte Königreich die gesetzlichen Rahmenbedingungen für besondere Fälle stellen kann, in denen das Gebiet selbst dazu nicht imstande ist.

## Beziehungen zum Vereinigten Königreich
Es obliegt dem „Außen- und Commonwealthministerium“ (Foreign and Commonwealth Office, FCO), die Interessen der Überseegebiete zu wahren. An der Spitze des Amtes für die Überseegebiete (Overseas Territory Department) steht der Minister im Außenministerium für die Überseegebiete, zurzeit der parlamentarische Unterstaatssekretär Baron Triesman.
Eine Ausnahme stellt das Gebiet der Souveränen Militärbasen dar, das unter der Jurisdiktion des Verteidigungsministeriums steht.
1999 veröffentlichte das FCO ein Papier mit dem Titel Partnership for Progress and Prosperity: Britain and the Overseas Territories (Partnerschaft für Fortschritt und Wohlstand: Großbritannien und die Überseegebiete), worin die Politik des Vereinigten Königreiches in Bezug auf die Überseegebiete dargelegt wird. Die vier Hauptfelder sind:
- Selbstbestimmung
- Verantwortlichkeiten des Vereinigten Königreiches und der Gebiete
- Demokratische Selbstverwaltung
- Regelungen für Hilfsleistungen und -dienste

Das Vereinigte Königreich und die Überseegebiete haben keine diplomatischen Vertretungen beieinander, obgleich die Regierungen der Überseegebiete mit einheimischer Bevölkerung (außer Bermuda) alle eine Gesandtschaft in London unterhalten. Auch die United Kingdom Overseas Territories Association vertritt die Interessen der Gebiete in London.
Das Vereinigte Königreich stellt den Überseegebieten durch das Entwicklungshilfeministerium Finanzhilfen zur Verfügung. Im Augenblick empfangen nur Montserrat und St. Helena Haushaltshilfen (d. h. finanzielle Unterstützung für die laufenden Ausgaben). Es gibt verschiedene spezielle Fonds des Vereinigten Königreiches, darunter:
- Der Good Government Fund[3] der Hilfe bei der Regierungsverwaltung bietet;
- Das Economic Diversification Programme Budget,[4] das darauf abzielt, die wirtschaftliche Basis der Gebiete zu verbreitern.

## Äußere Angelegenheiten

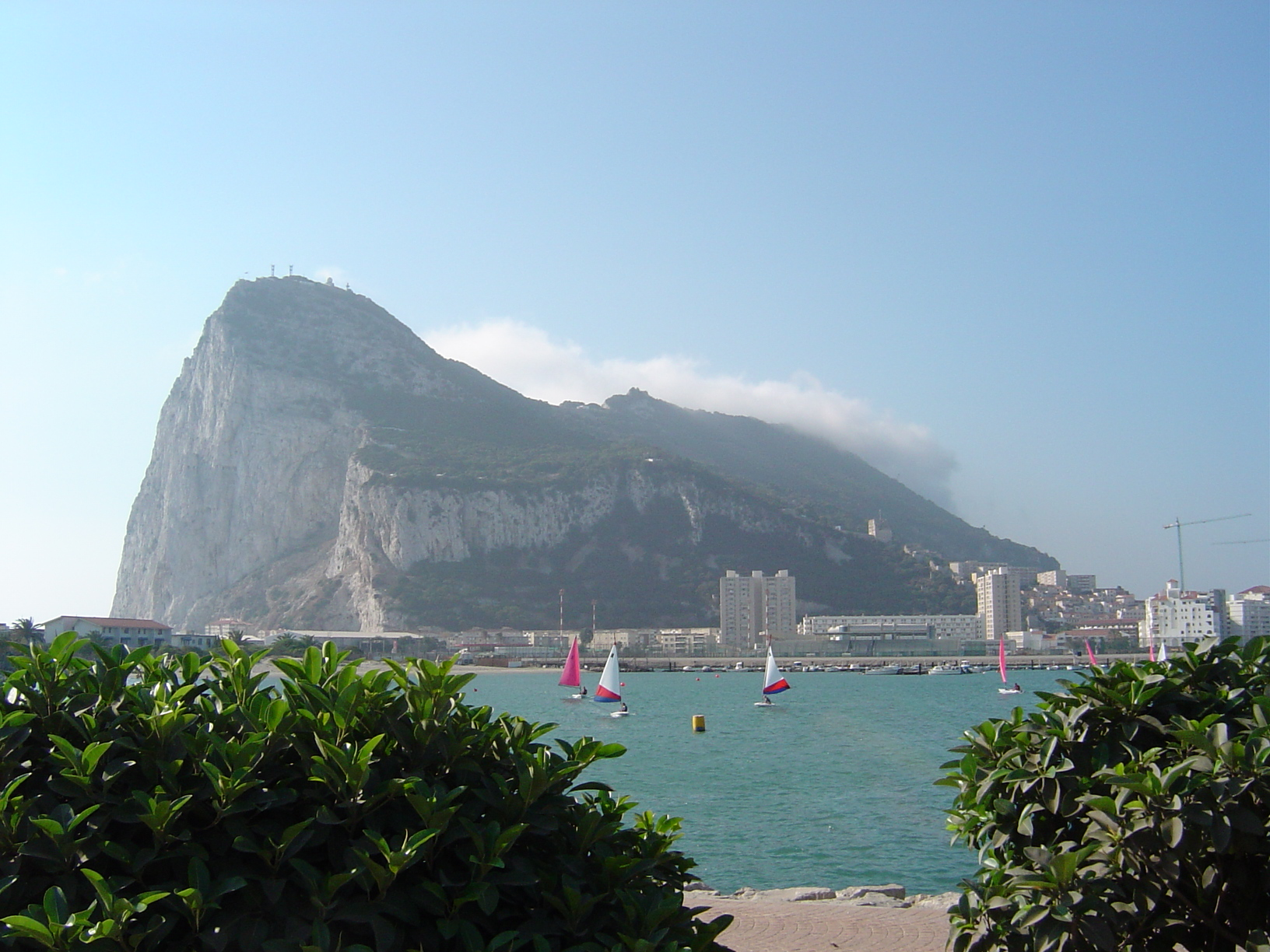
Der Felsen von Gibraltar, seit langem Objekt des Streites zwischen dem Vereinigten Königreich und Spanien

Die Außenpolitik der Überseegebiete wird gestaltet durch das Außen- und Commonwealthministerium in London. Einige Gebiete haben jedoch für Handels- und Einwanderungsangelegenheiten diplomatische Gesandte in Nachbarländern. Einige der karibischen Gebiete sind Mitglieder der Karibischen Gemeinschaft. Keines der Gebiete ist Mitglied im Commonwealth of Nations, obgleich sie an den Commonwealth Games teilnehmen.
Gibraltar war bis 2020 als einziges Überseegebiet Teil der Europäischen Union (jedoch nicht Teilnehmer der Zollunion). Keines der anderen Überseegebiete war EU-Mitglied, und das EU-Recht kam dort nicht zur Anwendung, obwohl die Einwohner als britische Staatsbürger (die sie hauptsächlich seit dem British Overseas Territories Act 2002 sind) auch als europäische Bürger zählten. Obwohl sie formal nicht zur EU gehörten, konnten die Überseegebiete Strukturfonds-Beihilfen erhalten.
Verschiedene Nationen bestreiten die Souveränität des Vereinigten Königreiches über die folgenden Überseegebiete:
- Britisches Antarktis-Territorium – Souveränitätsanspruch durch den Antarktisvertrag ausgesetzt, Überlappung mit dem argentinischen und dem chilenischen Antarktisterritorium
- Britisches Territorium im Indischen Ozean – deshalb durch am 22. Mai 2025 unterzeichneten, aber noch nicht ratifizierten Vertrag an Mauritius abgetreten
- Falklandinseln – von Argentinien beansprucht (siehe Falklandkrieg)
- Gibraltar – beansprucht von Spanien
- Südgeorgien und Südliche Sandwichinseln – beansprucht von Argentinien

## Staatsbürgerschaft
Keines der Überseegebiete hat seine eigene Staatsbürgerschaft. Alle Bürger zählen als British Overseas Territories citizens (Bürger der Britischen Überseegebiete, BOTC). Die Gebiete haben jedoch gesetzgeberische Unabhängigkeit über Einwanderung, und der Status als BOTC gewährt dem Inhaber nicht automatisch das Recht, in einem beliebigen Gebiet seinen Wohnsitz zu nehmen, da dies von den Einwanderungsgesetzen des Gebietes abhängt. Ein Gebiet kann einer Person, die als BOTC eingestuft ist, durch die Gewährung des „Zugehörigen-Status“ (Belonger status) den dauernden Aufenthalt in diesem Gebiet, zu dem sie enge Verbindungen hat, erlauben. Nichtbritische Staatsangehörige können den Zugehörigen-Status erwerben, um sich in einem bestimmten Gebiet niederzulassen (und können später naturalisierte BOTCs werden, wenn sie es wünschen).
Geschichtlich waren die meisten Einwohner des Britischen Reiches britische Untertanen, ein Status, der für gewöhnlich mit der Unabhängigkeit des Staates verloren ging. Ab 1949 wurden britische Untertanen im Vereinigten Königreich und den verbliebenen Kronkolonien Bürger des Vereinigten Königreiches und der Kolonien. Durch eine Änderung des britischen Staatsbürgerschaftsrechts wurde 1983 eine getrennte Staatsbürgerschaft der Britischen Abhängigen Gebiete eingeführt und den meisten Gebieten die volle britische Staatsbürgerschaft verwehrt. Dies geschah hauptsächlich, um eine Massenflucht der Bürger von Hongkong vor der vereinbarten Übergabe an China 1997 zu verhindern. Für Gibraltar und die Falklandinseln gab es Ausnahmen.
Der British Overseas Territories Act 2002 ersetzte jedoch die Staatsbürgerschaft eines abhängigen Gebietes durch die Britische Überseegebiets-Staatsbürgerschaft und gewährte allen BOTCs erneut die volle britische Staatsbürgerschaft, ausgenommen jenen in den Souveränen Militärbasen Akrotiri und Dekelia auf Zypern. Das gab den BOTCs auch das Recht wieder, im Vereinigten Königreich ihren Wohnsitz zu nehmen.
Jedoch haben britische Staatsbürger nicht automatisch das Recht, in eines der Überseegebiete zu ziehen. Einige Gebiete verbieten Einwanderung, und Besucher benötigen die Erlaubnis der Regierung des Gebietes, wenn sie in ihm leben wollen. Als vornehmlich als Militärbasen genutzte Gebiete erlauben die Insel Ascension und das Britische Territorium im Indischen Ozean keine Besucher, die keinen offiziellen Auftrag haben.

## Militär

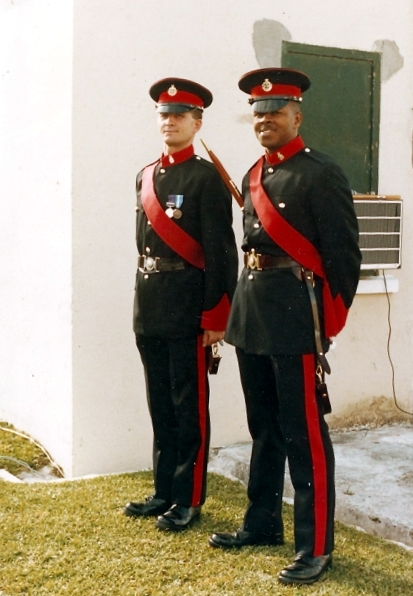
Royal Bermuda Regiment Warrant Officers.

### Militärbasen
Für die Verteidigung der Überseegebiete ist das Vereinigte Königreich verantwortlich. Viele Überseegebiete werden vom Vereinigten Königreich und seinen Verbündeten als Militärbasen genutzt.
- Ascension – der Stützpunkt der Royal Air Force wird sowohl von der Royal Air Force als auch von der United States Air Force genutzt.
- Bermuda ist seit der Unabhängigkeit der USA der Hauptstützpunkt der Royal Navy in der westlichen Hemisphäre. Die Marineeinrichtungen umfassten eine Admiralität, eine Werft und ein Seegeschwader. Eine beträchtliche Militärgarnison wurde zum Schutz Bermudas aufgebaut, und die britische Regierung sah Bermuda, auch bekannt als Gibraltar des Westens, immer mehr als Stützpunkt statt als Kolonie. Kanada und die USA errichteten auch im Zweiten Weltkrieg Basen auf Bermuda, die während des Kalten Krieges Bestand hatten. Seit 1995 ist das Militär von Bermuda auf das örtliche Gebietsbataillon, das Royal Bermuda Regiment, beschränkt.
- Britische Territorium im Indischen Ozean – die Insel Diego Garcia beherbergt einen großen Marine- und Luftstützpunkt, der von Großbritannien an die USA verpachtet ist.
- Falklandinseln – dort befinden sich Einheiten der British Army, der Royal Air Force und der Royal Navy.
- Gibraltar – Werft der Royal Navy, auch von der NATO genutzt. Station RAF Gibraltar, ebenfalls genutzt von RAF und NATO.
- Die Souveränen Militärbasen von Akrotiri und Dekelia auf Zypern dienen als strategische britische Militärstützpunkte im östlichen Mittelmeer.

### Regimenter
Es gibt vor Ort rekrutierte Militäreinheiten in vier der britischen Überseegebiete:
- Bermuda Regiment
- Royal Gibraltar Regiment
- Falkland Islands Defence Force
- Royal Montserrat Defence Force

## Symbole und Abzeichen

Flagge der Falklandinseln

Der britische Monarch hat jedem Überseegebiet seine eigene Flagge und sein eigenes Wappen verliehen. Traditionell orientieren sich die Flaggen am Blue Ensign mit dem Union Jack als Gösch und dem Wappen des Gebietes im Flugteil. Ausnahmen sind Bermuda, das einen Red Ensign benutzt, das Britische Antarktis-Territorium, das einen White Ensign verwendet, das Britische Territorium im Indischen Ozean, das einen Blue Ensign mit Wellenlinien, die das Meer symbolisieren, benutzt, und schließlich Gibraltar mit einer auf seinem Wappen basierenden Flagge.
Die Basen Akrotiri und Dekelia sind das einzige britische Überseegebiet ohne offizielle eigene Flagge. In diesem Gebiet wird der Union Jack benutzt.

## Galerie

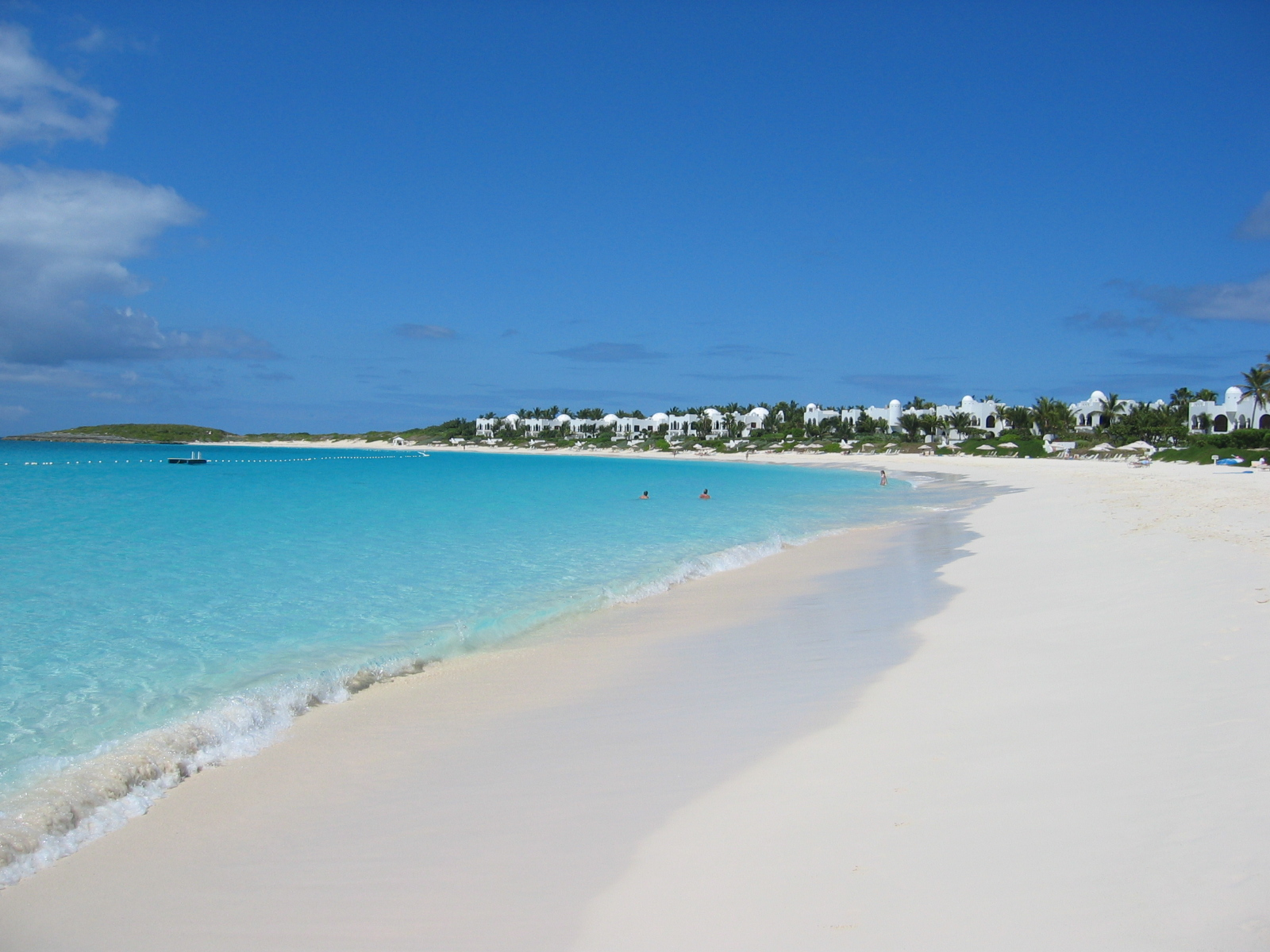
Cap Juluca, Maundays Bay, Anguilla
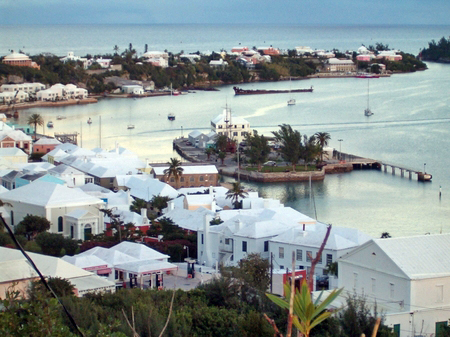
Saint George’s, Bermuda
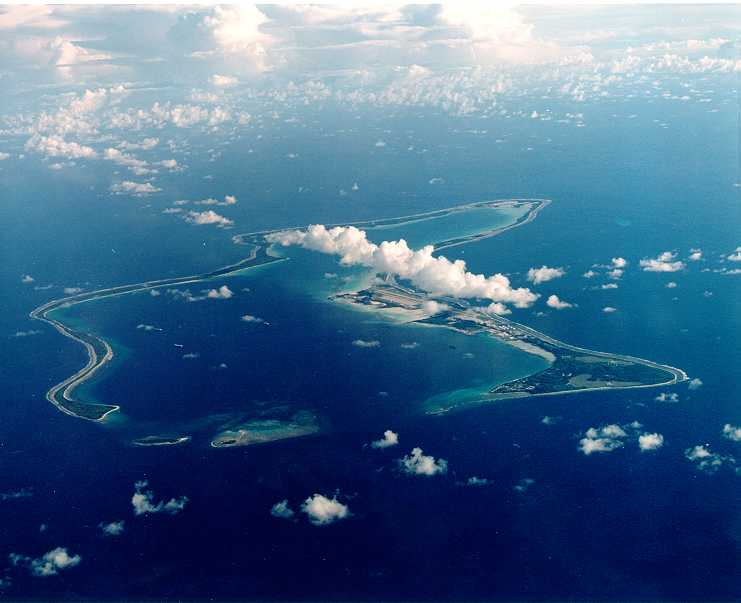
Militärbasis, Diego Garcia, Britisches Territorium im Indischen Ozean
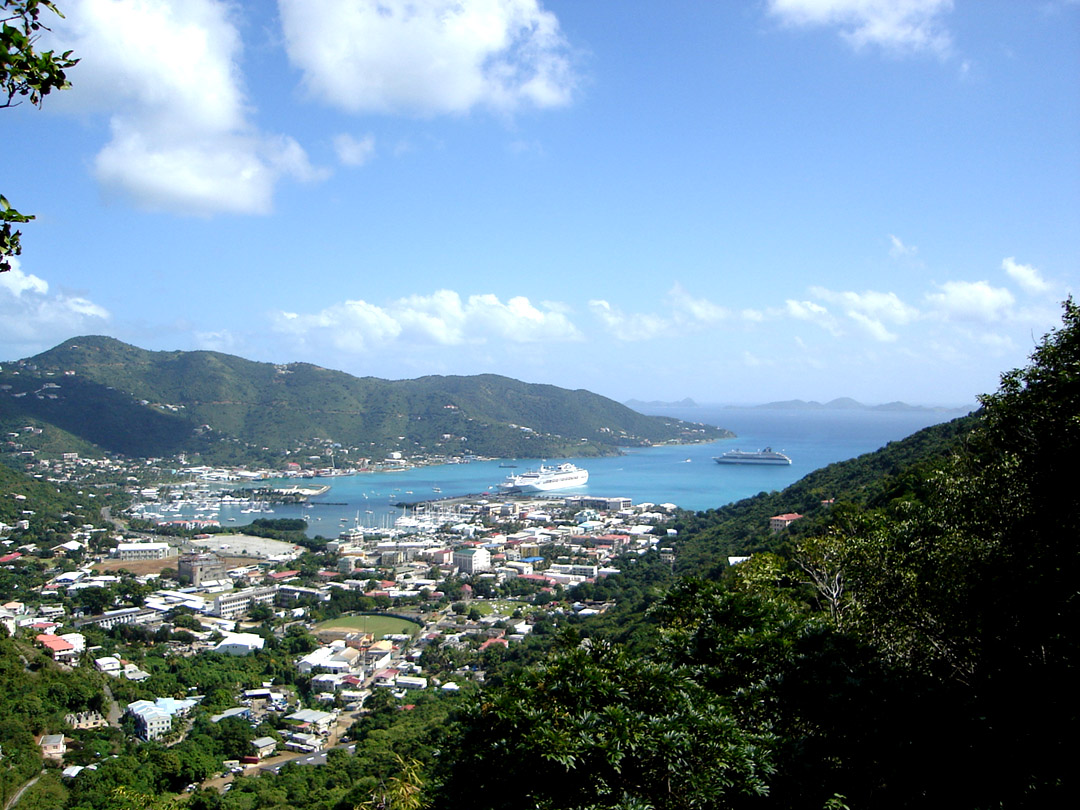
Road Town, Tortola, British Virgin Islands
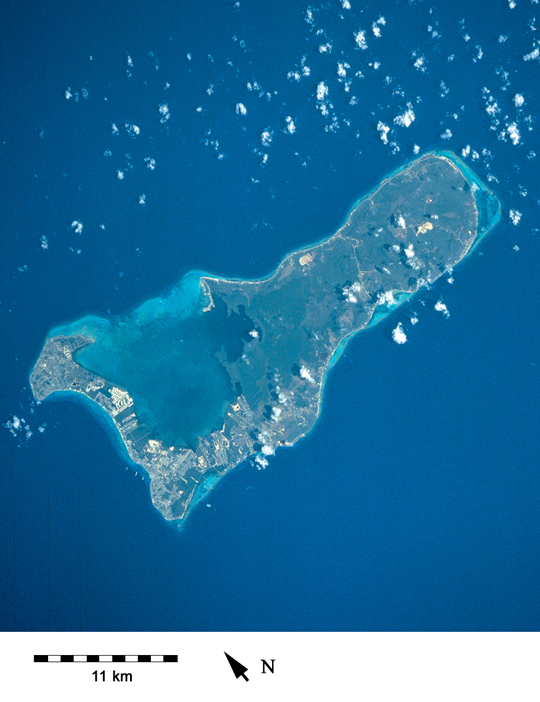
Grand Cayman, Cayman Islands
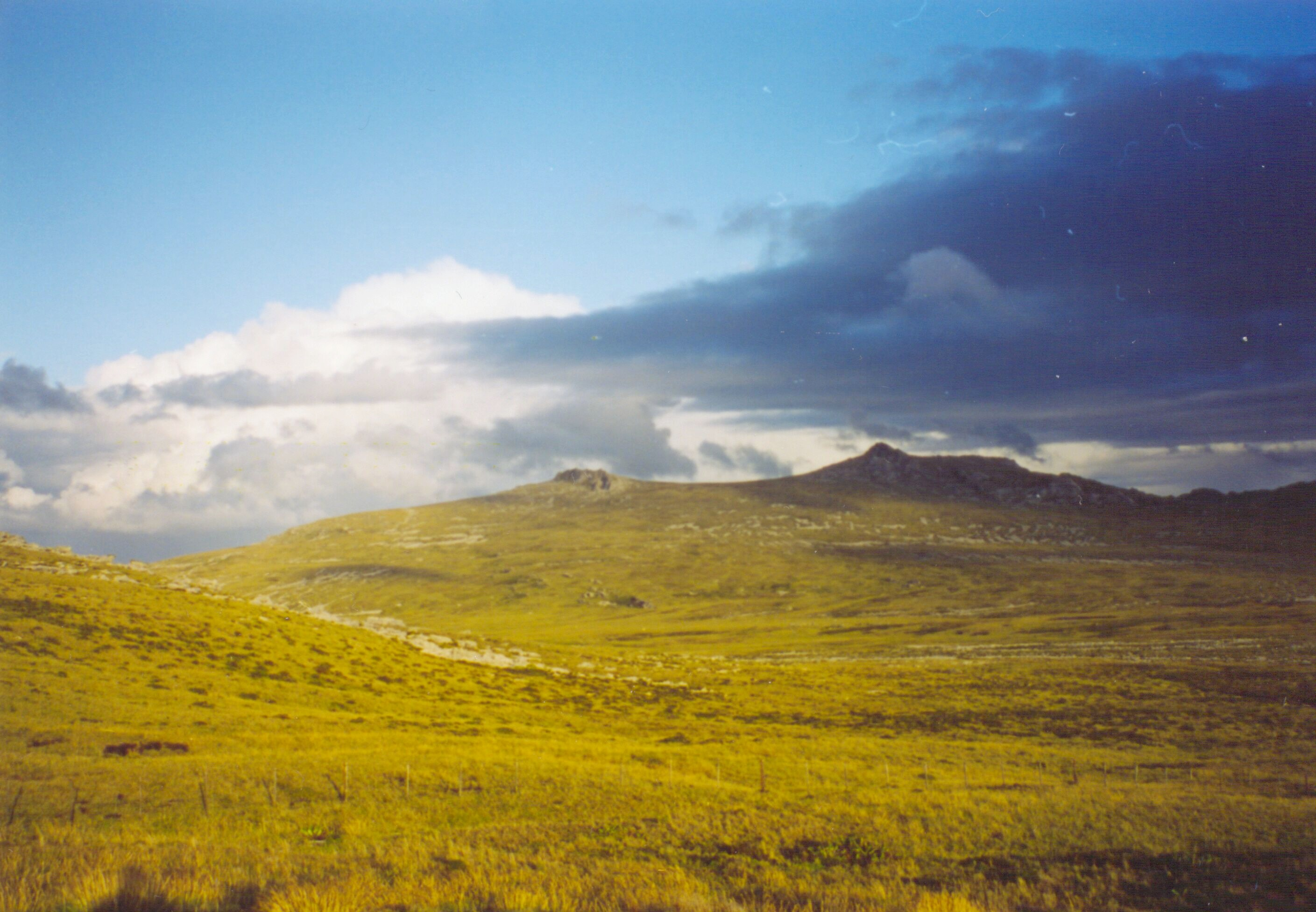
Upland, Falklandinseln
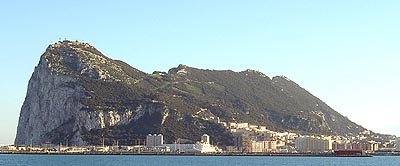
Fels von Gibraltar, Gibraltar
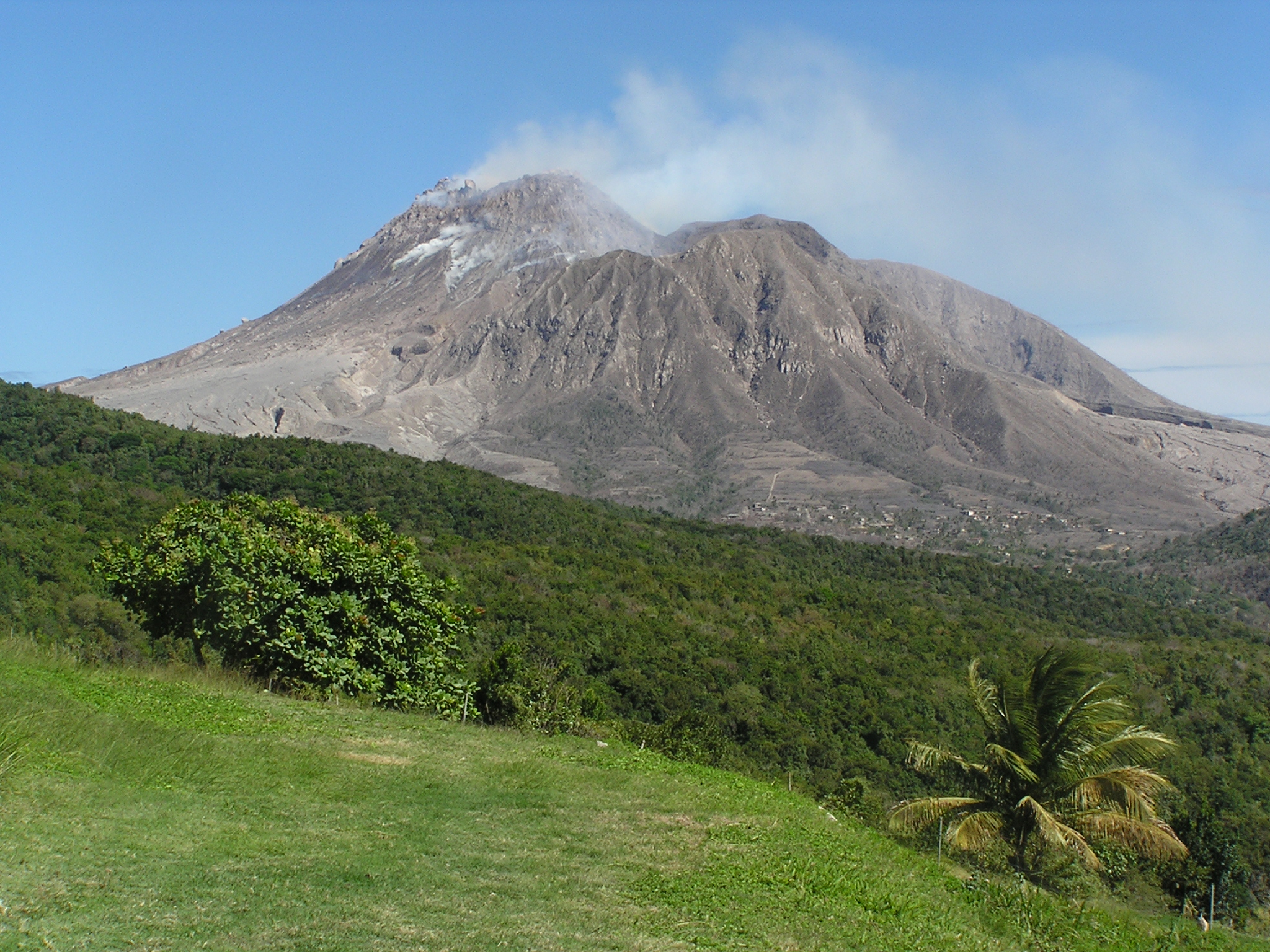
Soufrière Hills, Montserrat
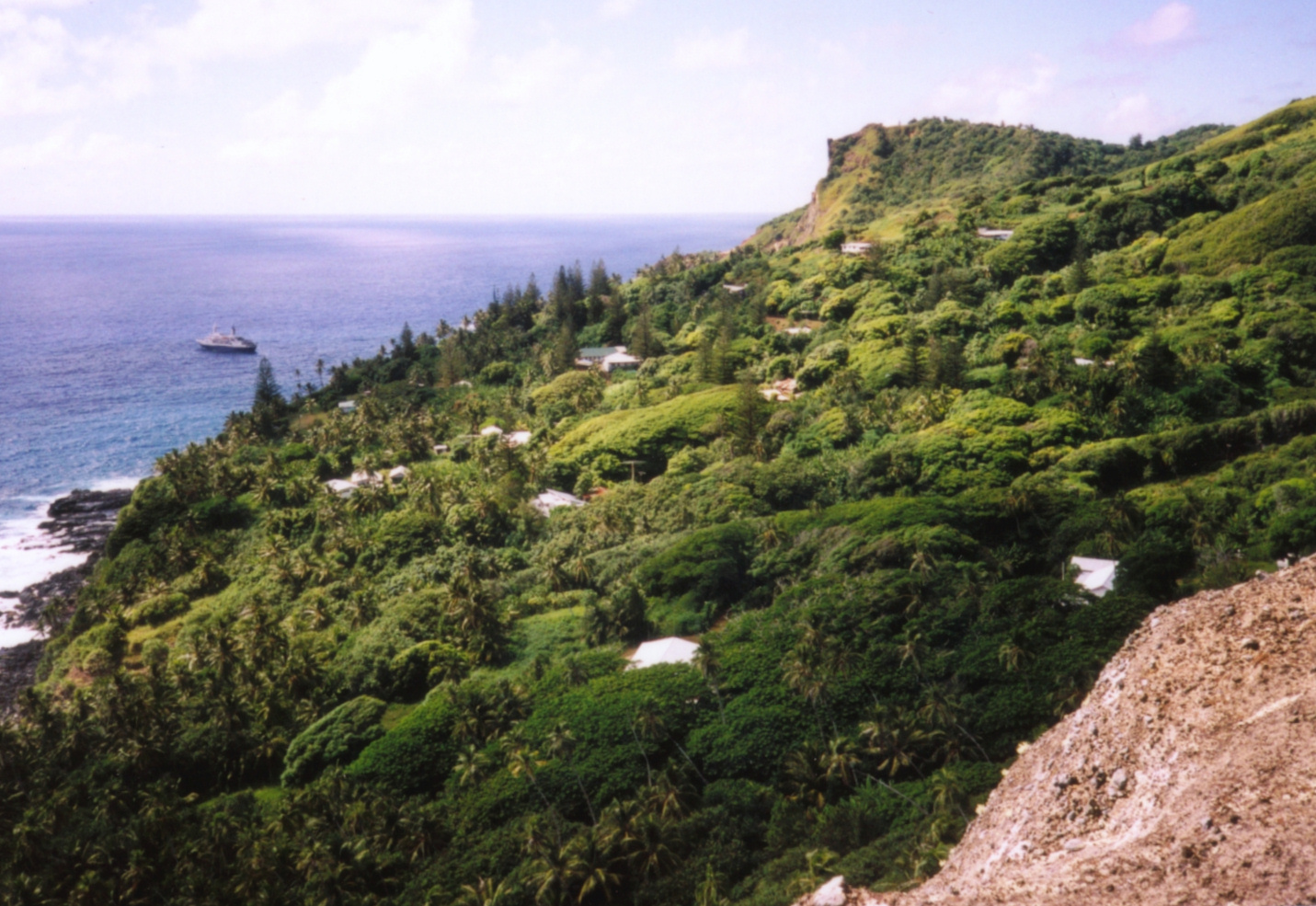
Adamstown, Pitcairninseln
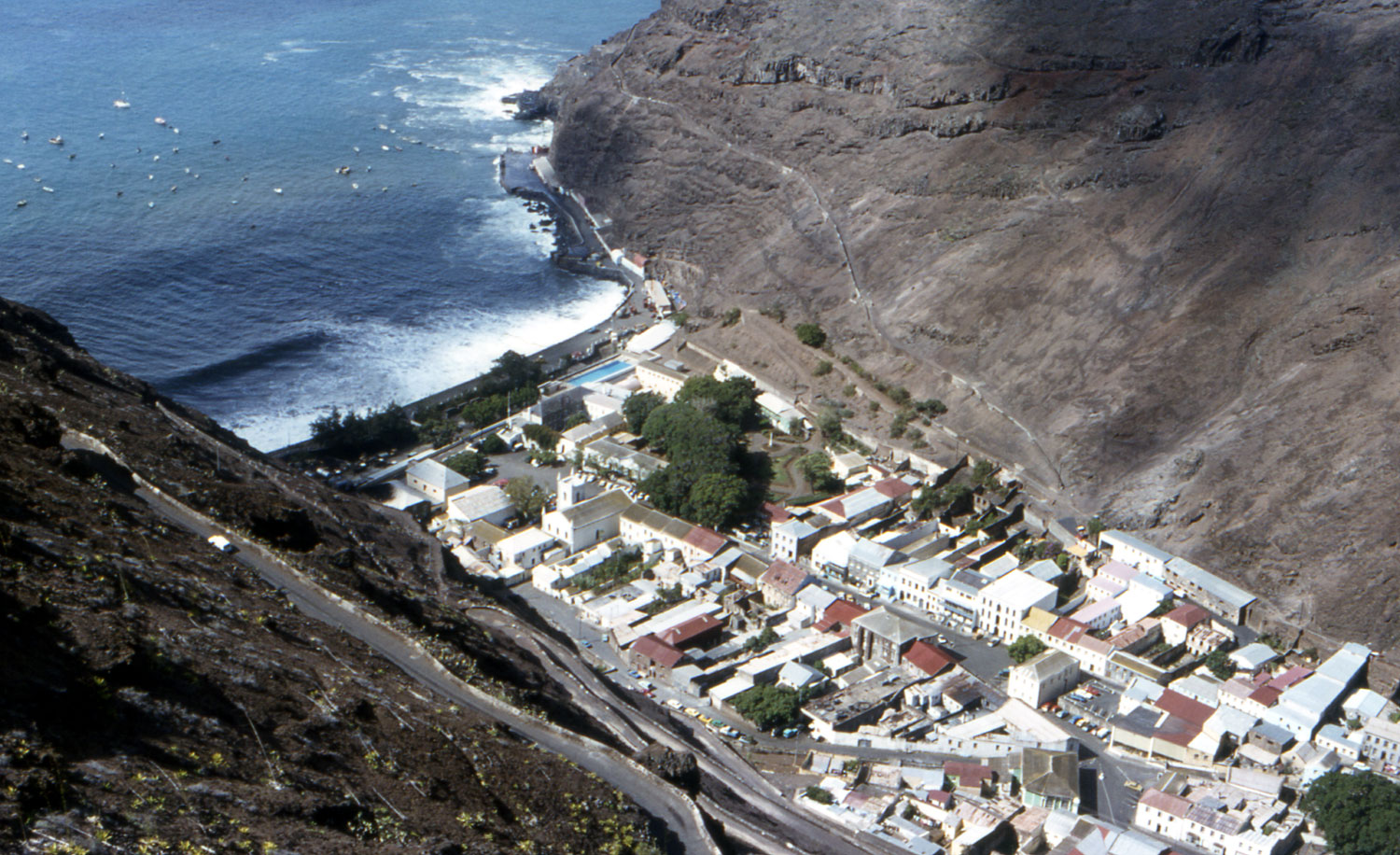
Jamestown, Saint Helena
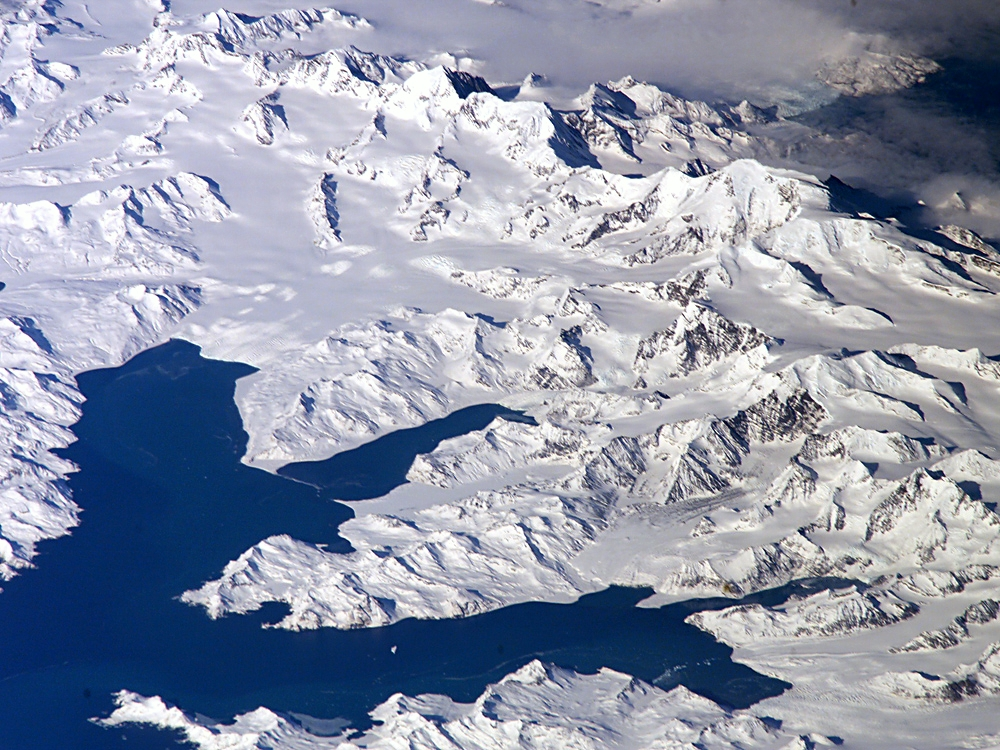
Cumberland Bay, Südgeorgien und die Südlichen Sandwichinseln
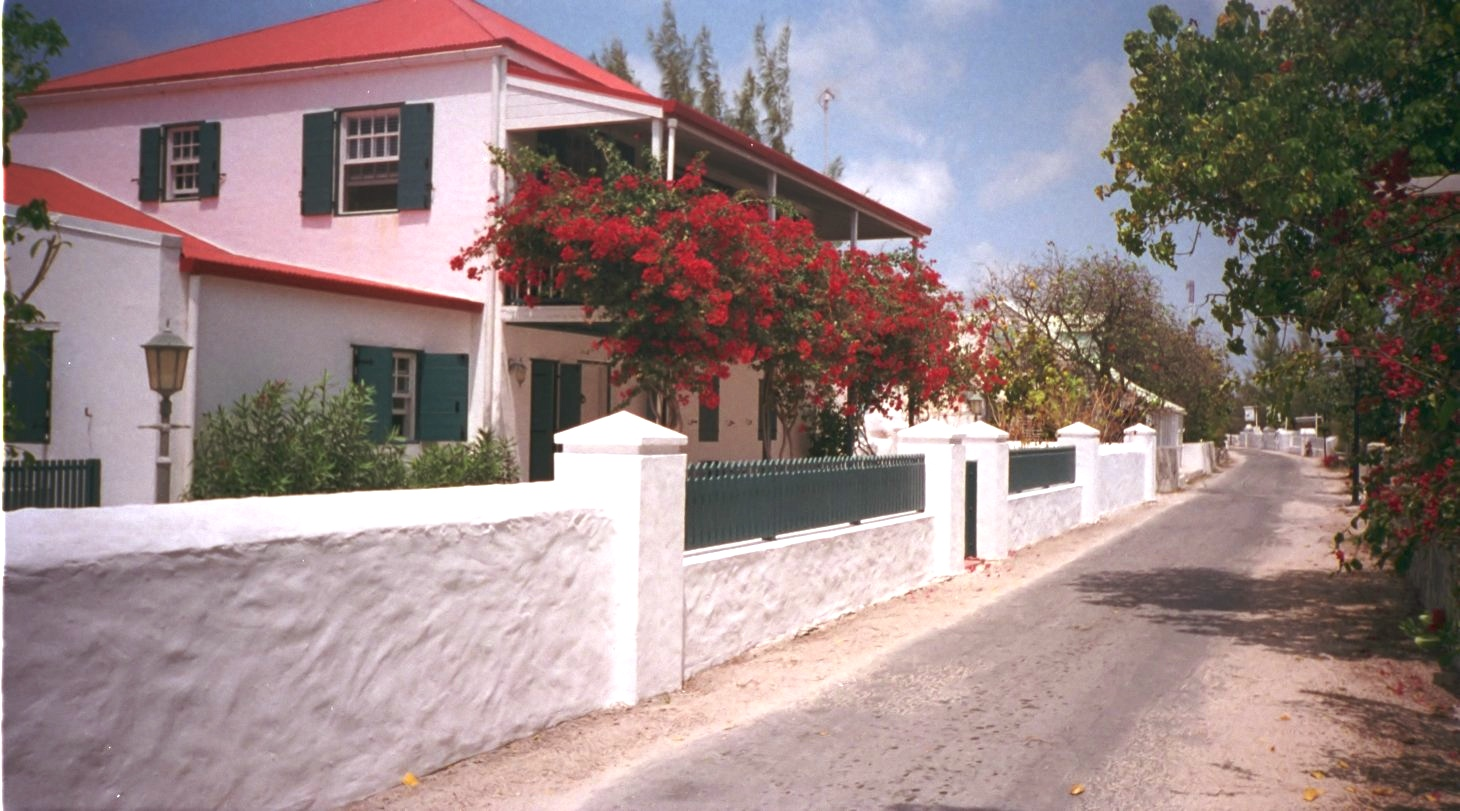
Cockburn Town, Turks- und Caicosinseln
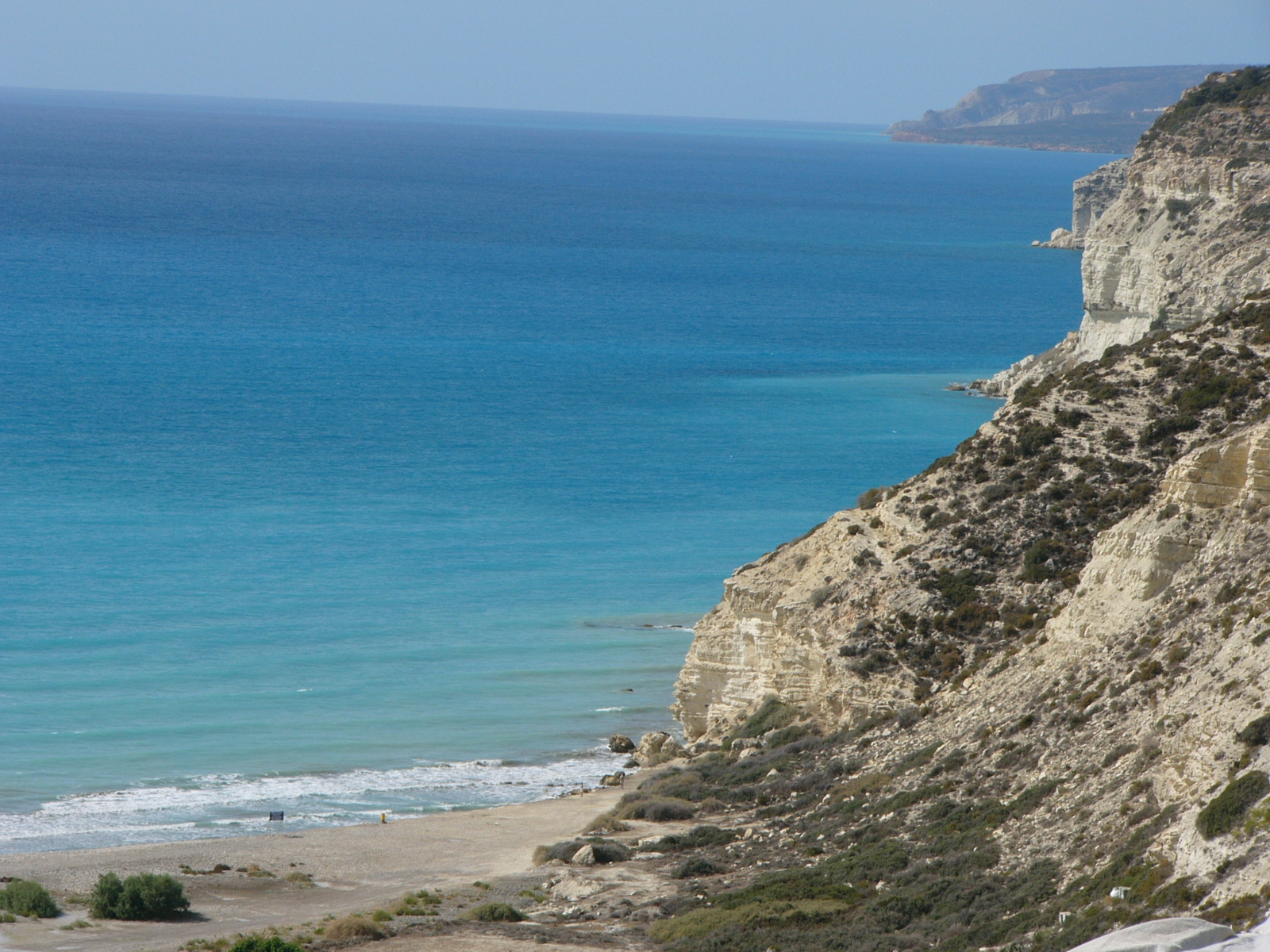
Episkopi Bay, Akrotiri, Akrotiri und Dekelia
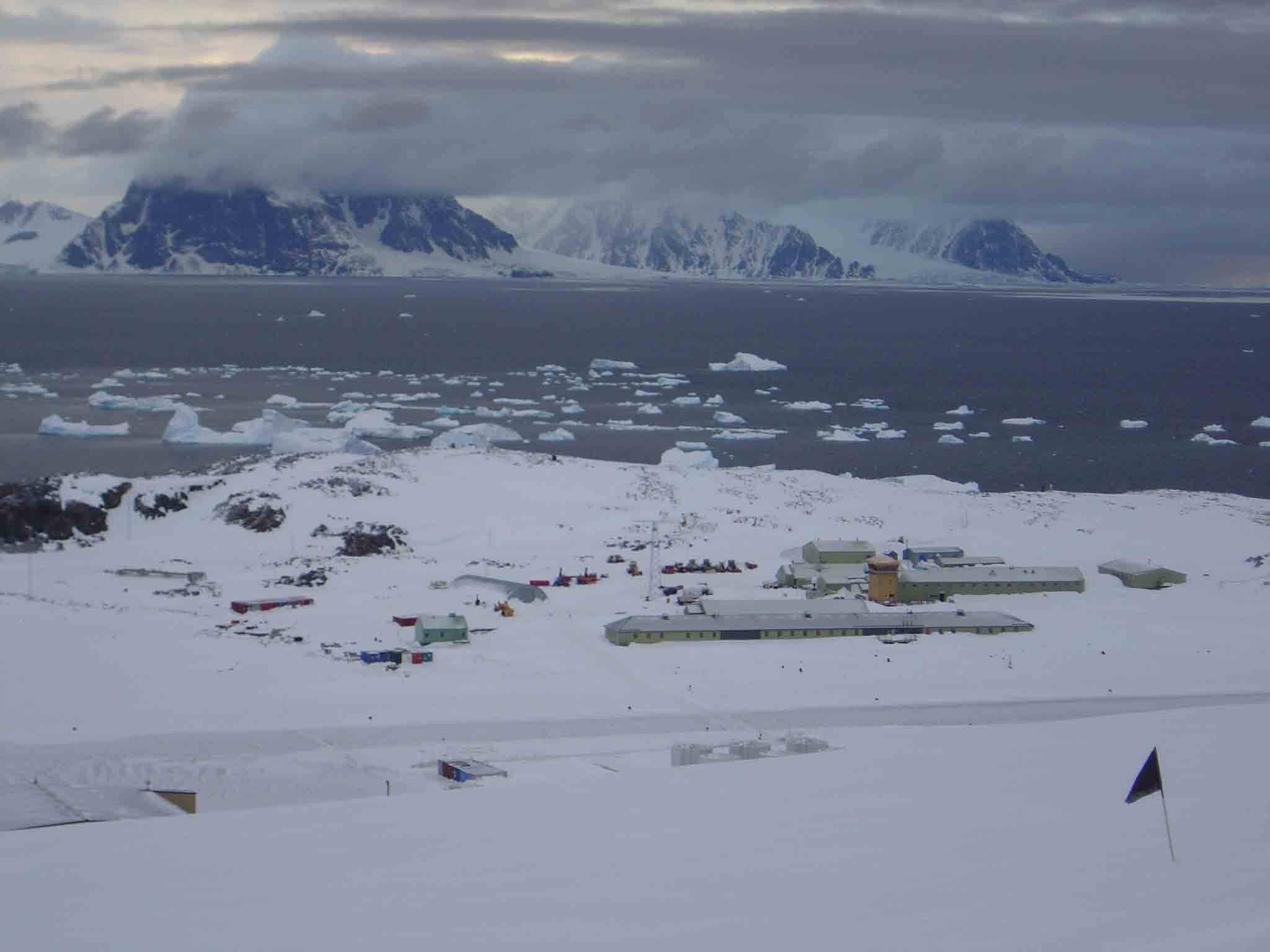
Rothera Research Station, Britisches Antarktis-Territorium